# Зебжидовский, Николай
Николай (Миколай) Зебжидовский (пол. Mikołaj Zebrzydowski, 1553, Краков — 17 июня 1620, там же) — государственный деятель Речи Посполитой, генеральный староста краковский (1585), воевода любельский (1589—1601), маршалок великий коронный (1596—1601), воевода краковский (1601—1620), староста ланцкоронский.
Инициатор и главный руководитель рокоша Зебжидовского, мятежа польской шляхты поднятого против короля Сигизмунда III в 1606 г.

## Биография
Представитель польского шляхетского рода Зебжидовских герба «Радван».
Единственный сын гетмана польного коронного Флориана Зебжидовского (ум. 1562) и Софии Дзиковны (ум. после 1568).
С 1560 по 1569 обучался в первой в Речи Посполитой иезуитской коллегии (Collegium Hosianum в Браунсберге (ныне Бранево) под руководством Станислава Гозия, получив хорошее знание латыни и глубокую религиозность, характеризовавшую его всю жизнь.
Участвовал вместе с королëм Стефаном Баторием в сражениях с Данцигом в 1576 и русскими войсками в 1577 в ходе Ливонской войны, принимал участие в битвах под Полоцком и осаде Пскова.
В 1580 в чине ротмистра осаждал Великие Луки.
Во время войн с Москвой Зебжидовский стал политическим сторонником великого канцлера Яна Замойского.
В 1585 был назначен старостой генеральным краковским и поселился на Вавеле. В 1589 Н. Зебжидовский — воевода любельский, затем в 1601 — воевода краковский (1601—1620).
С 1596 по 1601 — маршалок великий коронный Речи Посполитой.

## Рокош Зебжидовского
Находясь под влиянием политики канцлера и гетмана Яна Замойского (ум. 1605), находился в оппозиции к королю Сигизмунду III по поводу внешней политики Речи Посполитой (войны со Швецией) и ряда вопросов внутренней политики.
Ян Замойский перед сеймом 1605 года возглавил оппозицию, но так как вскоре внезапно умер, его место занял Зебжидовский, как магнат, пользующийся среди шляхты большой популярностью.
Политика Сигизмунда III была нацелена на укрепление королевской власти, опиравшуюся на узкую группу магнатов и епископов. Поводом к возникновению мятежа послужил частный спор между королём и Николаем Зебжидовским, в результате которого Зебжидовский был приговорен к смертной казни, которая позже была заменена изгнанием.
Рокош Зебжидовского длился с 1606 по 1609 год. Руководителями восстания были, кроме Зебжидовского, Ян Щасный Гербурт, Станислав Стадницкий и виночерпий Литвы Януш Радзивилл.
Католики и протестанты, власть имущие и шляхта воевали за или против закона, запрещающего монарху в дальнейшем дробить и дарить земельные уделы и о принуждении его изгнать иезуитов и иностранцев. Кроме того, участники мятежа хотели заставить депутатов Сейма строго соблюдать инструкции, получаемые теми на сеймиках, от которых депутаты избирались.
Восстания завершилась победой короля в битве под Гузовым в 1607 году. Однако курс на укрепление самодержавной власти короля и централизаторская политика Сигизмунда III все же были прекращены.
После 1608 отошёл от активной политической жизни и бо́льшую часть времени проводил в построенном им бернардинском монастыре, названном позже Кальвария-Зебжидовска.
По свидетельству биографов, Николай Зебжидовский был глубоко верующим католиком. Отличался трудолюбием, не скупился на пожертвования в пользу государства и церкви, считался защитником католиков в их конфликтах с протестантами.
О его деятельности в пользу церкви нунции Польши постоянно сообщали в апостольскую столицу.
Поэтому папа римский Климент VIII, хорошо знавший воеводу, а также Павел V считали Зебжидовского первым, среди светских лиц, защитником католической веры в Польше, в первую очередь орденов иезуитов, бернардинцев, бонифратров, кармелитов босых и др.
Умер после трехмесячной болезни 17 июня 1620 и был похоронен сыном Яном в Кракове, в часовне (каплице) Зебжидовских на Вавеле рядом с женой Доротой (дочерью Якуба Гербурта).